# (235) Carolina
(235) Carolina ist ein Asteroid des äußeren Hauptgürtels, der am 28. November 1883 vom österreichischen Astronomen Johann Palisa an der Universitätssternwarte Wien entdeckt wurde.
Der Asteroid wurde benannt nach dem Caroline-Atoll, einem Korallenatoll der Line Islands, das heute zu Kiribati gehört, 720 Kilometer nordwestlich von Papeete auf Tahiti. Die Benennung erfolgte durch den Entdecker in Erinnerung an seine Reise zu dieser Insel, wo er die Sonnenfinsternis vom 6. Mai 1883 beobachtete. Palisa durchsuchte dabei auch die Sonnenumgebung, um einen intramerkurianischen Planeten zu finden.

## Wissenschaftliche Auswertung
Aus Ergebnissen der IRAS Minor Planet Survey (IMPS) wurden 1992 Angaben zu Durchmesser und Albedo für zahlreiche Asteroiden abgeleitet, darunter auch (235) Carolina, für die damals Werte von 57,6 km bzw. 0,16 erhalten wurden. Eine Auswertung von Beobachtungen durch das Projekt NEOWISE im nahen Infrarot führte 2011 zu vorläufigen Werten für den Durchmesser und die Albedo im sichtbaren Bereich von 67,0 km bzw. 0,12. Nachdem die Werte nach neuen Messungen mit NEOWISE 2012 auf 54,9 km bzw. 0,18 geändert worden waren, wurden sie 2014 auf 57,5 km bzw. 0,33 korrigiert.
Photometrische Messungen des Asteroiden fanden erstmals statt vom 13. bis 16. September 1980 am La-Silla-Observatorium in Chile. Aus der aufgezeichneten Lichtkurve wurde eine Rotationsperiode von 17,56 h abgeleitet. Neue Messungen im Januar und Februar 2007 durch eine internationale Gruppe vom Beobachtern in den Vereinigten Staaten und Europa führten zur Bestimmung einer Periode von 17,6100 h. Eine koordinierte Beobachtung an fünf Observatorien in Italien vom 22. April bis 19. Mai 2018 wurde zu einer Rotationsperiode von 17,61 h ausgewertet.
Aus archivierten Daten des Asteroid Terrestrial-impact Last Alert System (ATLAS) aus dem Zeitraum 2015 bis 2018 wurden dann in einer Untersuchung von 2020 mit der Methode der konvexen Inversion für ein dreidimensionales Gestaltmodell des Asteroiden zwei alternative Positionen für die Rotationsachse mit prograder Rotation sowie eine Periode von 17,6126 h bestimmt. Aus den Daten von ATLAS wurde in einer Untersuchung von 2022 mit der Methode der konvexen Inversion noch einmal eine Rotationsperiode von 17,6124 h berechnet.